# 정재숙
정재숙(鄭在淑, 1961년 3월 29일 ~ )은 대한민국의 기자였고, 제10대 문화재청장이다.

## 학력
- 1980년 무학여자고등학교
- 1985년 고려대학교 교육학 학사
- 1987년 성신여자대학교 대학원 미술사학 석사과정 수료

## 경력
- 1988년 ~ 1995년: 서울경제신문 문화부 기자
- 1995년: 한겨레신문 기자
- 1997년: 한겨레신문 한겨레21부 기자
- 1999년: 한겨레신문 사회부 기자
- 2000년 ~ 2002년: 한겨레신문 문화부기자
- 2002년: 중앙일보 문화부 기자
- 2007년: 중앙일보 중앙선데이본부 문화에디터
- 2008년: 중앙일보 문화데스크
- 2010년: 중앙일보 편집국 문화선임기자
- 2012년: JTBC 스포츠문화부장
- 2012년 ~ 2018년 8월: 중앙일보 편집국 아트팀 문화전문기자
- 중앙일보 논설위원
- 2013년 ~ 2018년 8월: 국립현대무용단 이사
- 2014년 ~ 2018년 8월: 문화재청 궁능활용심의위원회 위원
- 2018년 8월 ~ 2020년 12월 24일 : 문화재청 청장